# شناسانه نوع یکسان
یک شناسانه نوع یکسان (به انگلیسی: Uniform Type Identifier) با کوته‌نوشت یوتی‌آی (UTI) یک رشتهٔ متنی است که در نرم‌افزارهای تولید شده توسط اپل برای شناسایی منحصر به فرد یک «کلاس» داده شده یا «نوع آیتم» استفاده می‌شود. اپل برای شناسایی اشیای سیستمی معمول، UTIهای توکار ساخته‌است، (مثل نوع فایل سند یا تصویر، بسته‌های فولدر و برنامه کاربردی، داده‌های جریانی، داده‌های تکه شده، داده‌های فیلم) و همچنین به توسعه دهندگان شخص ثالث امکان می‌دهد تا UTIهای خاص خود را برای استفاده‌های مختص برنامه‌کاربردی، یا اختصاصی اضافه کنند. پشتیبانی از UTIها در سیستم عامل Mac OS X 10.4 اضافه شده‌است و در فناوری جستجوی رومیزی Spotlight تجمیع یافته‌است. در این فناوری‌ها از UTIها برای طبقه‌بندی اسناد استفاده می‌شود.

## هدف از طراحی UTIها
یکی از اهداف طراحی اساسی در UTIها حذف ابهام و مشکلات مرتبط با استنتاج محتوای فایل از انواع MIME، پسوند نام فایل، یا نوع یا سازنده ی کد (Creator code) است.

## ساختار UTI
UTIها از ساختار نام دهی نشانه گذاری نام دامنه ی معکوس (reverse-DNS) استفاده می‌کنند. نام‌ها می‌توانند شامل نویسه‌های اسکی A-Z و a-z، ۰–۹ خط پیوند "-" و نقطه "." و نیز همهٔ نویسه‌های یونی‌کد بالای U+007F باشند. در UTI استفاده از کالن و اسلش، به دلیل سازگاری با رسوم مسیر فایل مکینتاش و پازیکس ممنوع است. UTIها از ارث بری چندگانه پشتیبانی می‌کنند، و به فایل‌ها امکان می‌دهند تا با هر تعداد نوع مرتبط، که با داده شامل شده متناسب اند، شناسایی گردند.

### مثال
یک مثال از UTIها «com.apple.ostype» می‌باشد که برای شناسایی «نوع سیستم عامل» با کدهای چهار نویسه‌ای استفاده می‌شود.